# Остапенко, Сергей Степанович
Сергей Степанович Остапенко (укр. Сергій Степанович Остапенко; 18 ноября 1881, Троянов, Волынская губерния — 1937) — украинский ученый-экономист. Председатель Совета министров Украинской народной республики (УНР) в феврале — апреле 1919.

## Семья, образование, начало политической деятельности
Родился в семье небогатого украинского крестьянина. Так как доходы семьи были незначительными, то отец занимался гужевой перевозкой грузов. В 1893 Сергей поступил в сельскую начальную школу, которую окончил в 1897. Затем получил образование в Белокриницкой четырёхклассной сельскохозяйственной школе в Кременецком уезде на Волыни. С 1904 — учитель двуклассной школы в местечке Турийск Ковельского уезда. Был членом Украинской партии социалистов-революционеров (УПСР), в 1905 арестован по политическим мотивам, три года находился в заключении. После освобождения не смог устроиться на работу.

## Учёный-экономист
В 1909 экстерном окончил Владимирский кадетский корпус в Киеве. В 1909—1913 учился на экономическом факультете Киевского коммерческого института, после успешного окончания которого был направлен в Германию для углубленного изучения экономики. В 1913 вернулся в Россию, работал заведующим статистическим бюро Балтского уездного земства на Подолье, заведующим статическим бюро горнодобывающей промышленности Слобожанщины (Харьков). Вернувшись в Киев, был приват-доцентом Киевского коммерческого института. Автор научных работ «Мясной экспорт» (1912) и «Экономика животноводства и хлебные пошлины» (1914).
В революционных событиях 1917 активного участия не принимал.

## Государственный деятель

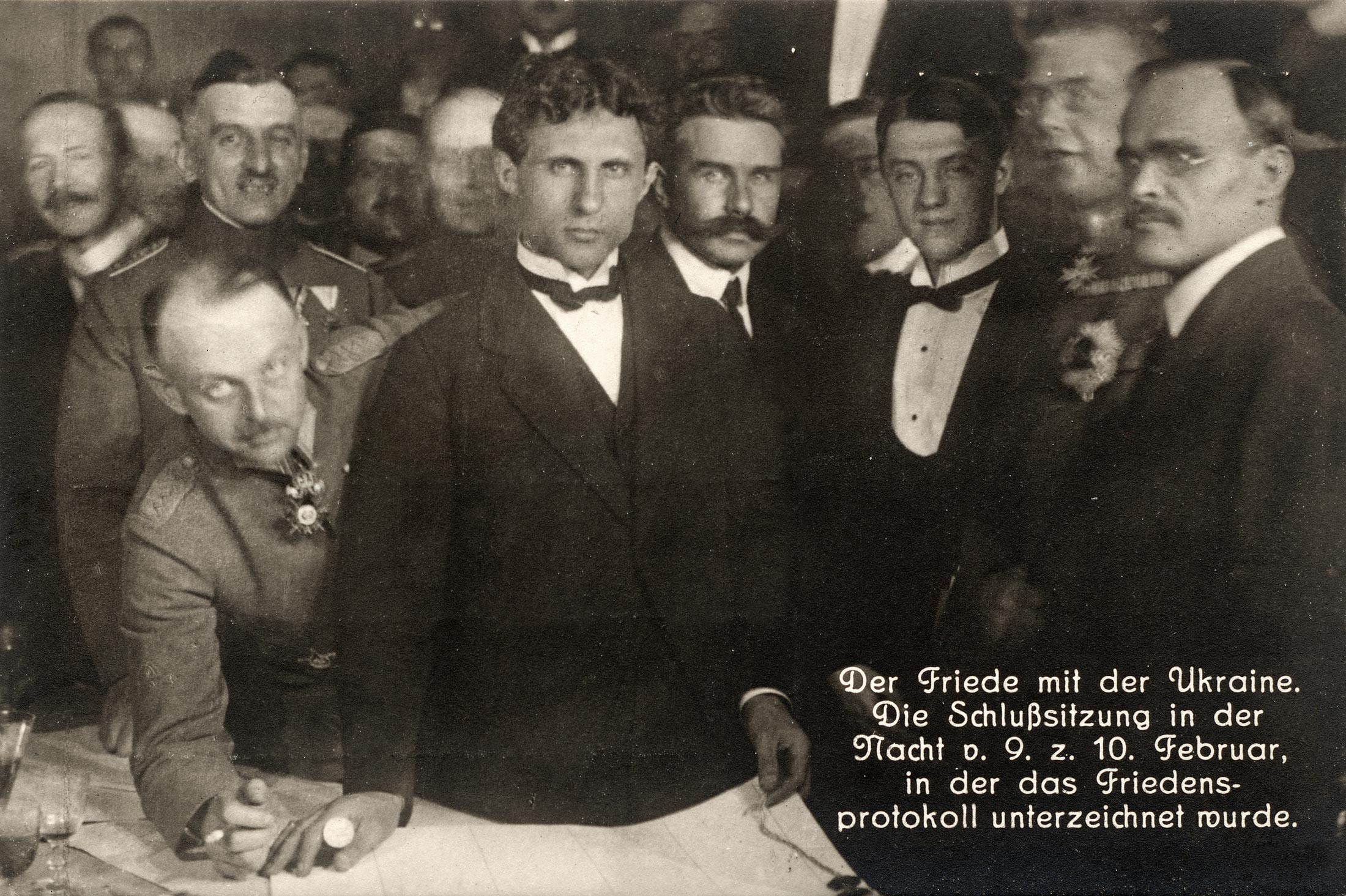
Подписание мирного договора между УНР и Центральными державами 27 января (9 февраля) 1918. Остапенко крайний справа.

С января 1918 — экономический советник в составе украинской мирной делегации на переговорах в Брест-Литовске, возглавлявшейся Всеволодом Голубовичем. С 14 марта 1918 — член комиссии по товарообмену с Центральными державами (руководитель — Николай Порш), созданной при Совете народных министров УНР с широкими полномочиями для переговоров и подписания соглашений. После прихода к власти гетмана Павла Скоропадского, с мая 1918 работал в составе экономической комиссии при украинской мирной делегации на переговорах с Советской Россией в Киеве. Одновременно занимался педагогической деятельностью. Читал лекции по политической экономии, экономической географии Украины, экономической политике и экономике промышленности для студентов Экономико-административного института, учащихся кооперативной школы, слушателей консульских курсов и курсов специалистов по животноводству.
После свержения гетманской власти Остапенко как специалист в области экономики и, одновременно, социалист, был включен в состав правительства УНР. Как представитель УНР вошел в состав сформированного 26 декабря 1918 правительства Владимира Чеховского в качестве министра торговли и промышленности по квоте УПСР (при этом отличался более умеренными взглядами, чем большинство украинских эсеров). В феврале 1919, когда в результате наступления Красной армии государственные органы УНР переехали в Винницу, Остапенко приостановил своё членство в УПСР, чтобы не выходить из состава правительства, на чём настаивал ЦК УПСР. После отставки части министров временно исполнял обязанности министра агитации и пропаганды (наряду с основной должностью). 6 февраля 1919 принимал участие в переговорах с начальником штаба французских войск на Украине полковником Фрейденбергом на станции Бирзула близ Одессы. Украинская сторона настаивала на признании независимости Украины и допуске её представителей на международную мирную конференцию в Париже, обещая проведение социальных реформ и обеспечение народовластия. Переговоры закончились безрезультатно, что стало одной из причин отставки правительства Чеховского.

### Председатель Совета министров
Новое правительство Директория УНР поручила сформировать Остапенко, известного своим активным стремлением к достижению соглашения с государствами Антанты. С 13 февраля по 9 апреля 1919 Остапенко был председателем Совета министров УНР. В состав его правительства входили представители либерально-демократических партий, в том числе социалистов-самостийников и радикалов, социалистов-федералистов, украинских народных республиканцев, галицких национал-демократов и радикалистов, СДРП «Поалей-Цион». Украинские эсеры и украинские социал-демократы в состав правительства не вошли, оставшись в оппозиции.
Правительству Остапенко не удалось договориться с Францией. Оно не занималось реализацией аграрной реформы, не имело влияния на военных командиров. Отношения Остапенко с фактическим лидером Директории Симоном Петлюрой носили сложный характер — Остапенко считал, что именно фигура Петлюры препятствует заключению союза со странами Антанты. В то же время Петлюра отказался уходить в отставку. Эффективной работе правительства препятствовало постоянная смена его местопребывания в результате дальнейшего продвижения Красной армии — в феврале-марте 1919 оно последовательно находилось в Виннице, Жмеринке, Проскурове. 20 марта Директория и правительство были вынуждены эвакуироваться из Проскурова, причем часть их деятелей направились в Ровно, часть — в Каменец-Подольский, часть — в Станислав (ныне Ивано-Франковск). В начале апреля французские войска покинули Одессу, что сделало соглашение УНР с Францией неактуальным.
9 апреля по инициативе Петлюры и под влиянием левых сил Украины правительство Остапенко было отправлено в отставку и заменено кабинетом Бориса Мартоса, в котором ключевые посты заняли украинские социал-демократы. Остапенко в новое правительство не вошел.

## Возвращение к преподаванию
После отставки Остапенко отошёл от политической деятельности. Жил в Галиции, затем переехал в находившийся под контролем властей УНР Каменец-Подольский, где 18 июля 1919 стал приват-доцентом юридического факультета Каменец-Подольского государственного украинского университета по кафедре статистики. С 5 ноября 1919, одновременно, преподавал и политическую экономию. С 25 февраля 1920 — штатный приват-доцент кафедры политической экономии и статистики. В начале марта 1920 направил в университетскую литографию для размножения текст лекций по политической экономии, что и было сделано в мае. В 1920 опубликовал в Каменец-Подольском две книги — «Курс статистики та демографії» (издание губернской народной управы) и «Важливіші властивості українського народу в порівнянні з іншими народами» (издание губернской народной кассы государственного кредита). Активно участвовал в деятельности Всеукраинского товарищества экономистов.

## В советской Украине
После установления советской власти в Каменец-Подольском в ноябре 1920, в отличие от многих своих коллег не эмигрировал в Польшу, а остался в городе. В конце 1920 выехал в Киев. В мае 1921 был привлечен в качестве свидетеля к участию в процессе над деятелями УПСР, проходившем в Киеве в Верховном чрезвычайном трибунале. В ходе процесса Остапенко стал подсудимым, виновным себя не признал и был приговорён к пяти годам лагерей. Однако, учитывая «ценность Остапенко как научной силы», этот приговор был заменён принудительными работами по специальности.
После суда Остапенко работал в литературно-политическом журнале «Червоний шлях», в котором в 1924 (№ 1-2) опубликовал труд «Капіталізм на Україні». Также был профессором Института народного хозяйства в Киеве, преподавал в учебных заведениях Харькова, являлся экономистом-практиком, популяризатором научных знаний. Автор научной работы «Енергетика громадського господарювання за 1913 та 1923 роки» (1925).
Дальнейшая судьба неясна. По некоторым данным, в 1931 был арестован, погиб в лагерях. В современной литературе датой смерти Остапенко называются 1933 (в книге В. А. Савченко о Петлюре) и 1937.
В память об Остапенко, к 125-летию со дня рождения, Национальный банк Украины выпустил в 2006 монету номиналом 2 гривны с его портретом.